# گورستان قدیمی راستقان
گورستان قدیمی راستقان مربوط به سده‌های میانه تاریخ ایران پس از اسلام است و در شهرستان بجنورد، بخش راز وجرگلان، دهستان غلامان، روستای راستقان واقع شده و این اثر در تاریخ ۱۸ شهریور ۱۳۸۷ با شمارهٔ ثبت ۲۳۱۷۴ به‌عنوان یکی از آثار ملی ایران به ثبت رسیده‌است.